# Катастрофа DC-9 над Хинтерхермсдорфом
Катастрофа DC-9 над Хинтерхермсдорфом — авиационная катастрофа в результате теракта, произошедшая в среду 26 января 1972 года. Авиалайнер McDonnell Douglas DC-9-32 авиакомпании JAT выполнял плановый рейс JU367 по маршруту Стокгольм—Копенгаген—Загреб—Белград, но через 46 минут после вылета из Копенгагена на его борту произошёл взрыв, уничтоживший самолёт; взрыв лайнера произошёл над немецким селом Хинтерхермсдорф, а его обломки упали в районе чехословацкой деревни Србска-Каменице. Из находившихся на его борту 28 человек (23 пассажира и 5 членов экипажа) выжила только 1 — 22-летняя стюардесса Весна Вулович, упавшая без парашюта с высоты 10 160 метров.

## Самолёт
McDonnell Douglas DC-9-32 (регистрационный номер YU-AHT, заводской 47482, серийный 592) был выпущен в 1970 году (первый полёт совершил 28 мая). Изначально должен был быть передан авиакомпании Texas International Airlines, но вместо этого 2 февраля 1971 года был передан авиакомпании JAT. Оснащён двумя турбореактивными двигателями Pratt & Whitney JT8D-9A. На день катастрофы совершил 2564 цикла «взлёт-посадка» и налетал 2091 час.

## Экипаж
Самолётом управлял опытный экипаж, состав которого был таким:
- Командир воздушного судна — 42-летний Людвиг Раздрих (сербохорв. Ludvik Razdrih). Опытный пилот, управлял самолётами Douglas DC-3, CV-440 и SE-210. В должности командира McDonnell Douglas DC-9 — с 1 мая 1970 года. Налетал 8587 часов, 1306 из них на DC-9.
- Второй пилот — 37-летний Ратко Михич (сербохорв. Ratko Mihić). Опытный пилот, управлял самолётами Aero 2, Aero 3 и другими. В должности второго пилота McDonnell Douglas DC-9 — с 21 декабря 1971 года. Налетал 2369 часов, 420 из них на DC-9.

В салоне самолёта работали три бортпроводника:
- Драган Димитревич (сербохорв. Dragan Dimitrević),
- Слободанка Гавранович (сербохорв. Slobodanka Gavranović),
- Весна Вулович (сербохорв. Vesna Vulović).

## Хронология событий

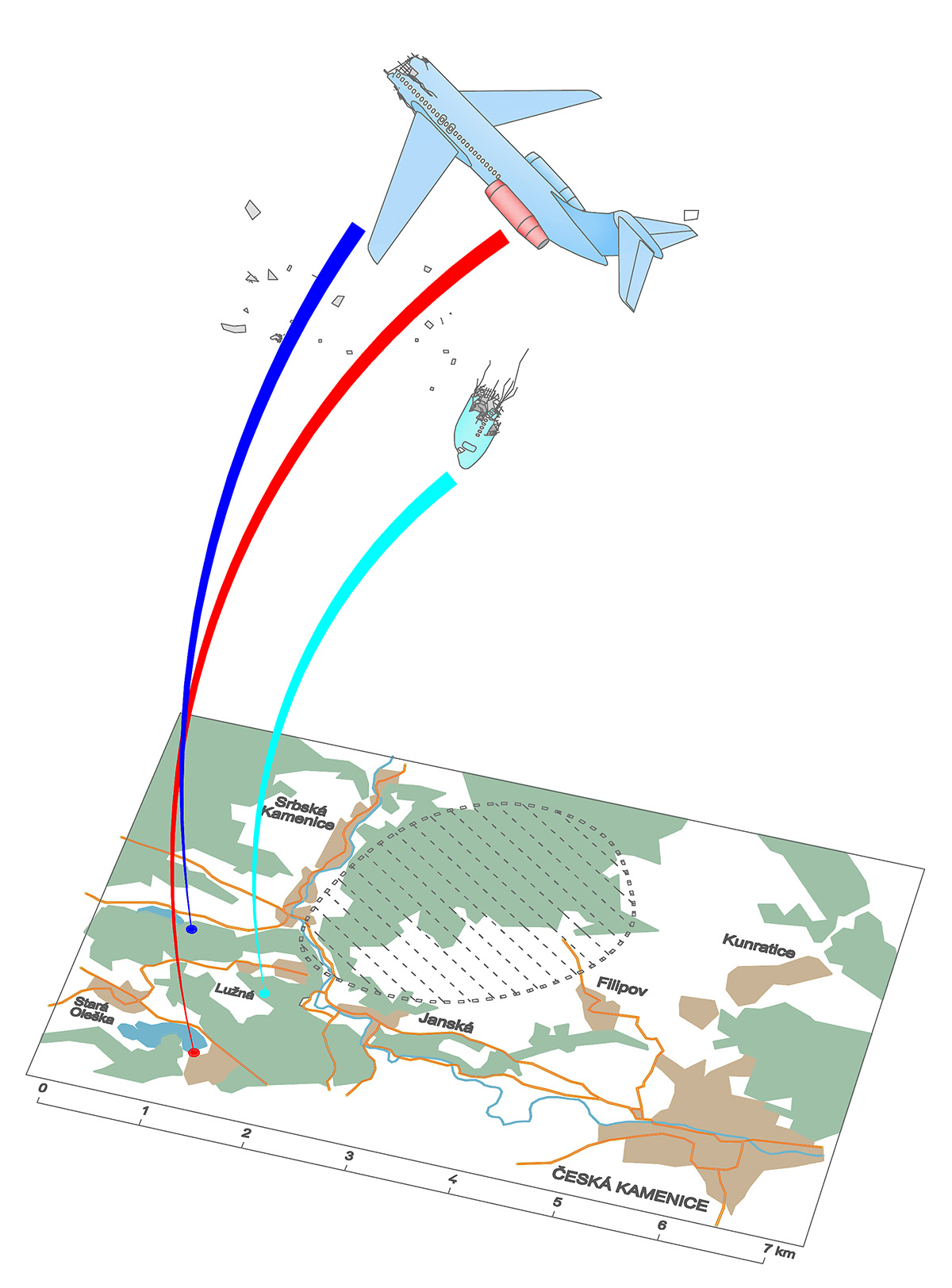
Схема и карта падения обломков рейса 367

26 января 1972 года McDonnell Douglas DC-9-32 борт YU-AHT совершал рейс JU367 из Стокгольма в Белград с промежуточными посадками в Копенгагене и Загребе. Рейс 367 вылетел из Стокгольма в 13:30 UTC и приземлился в Копенгагене в 14:30, где у экипажа сменилась бригада бортпроводников. Из Копенгагена лайнер вылетел в 15:15, на его борту находились 5 членов экипажа и 23 пассажира, расчётное время посадки в Загребе было 17:00. Взлёт, набор высоты и выход на воздушную трассу прошли в обычном режиме; полёт проходил на высоте около 10 000 метров.
Через 45 минут после взлёта (в 16:00) рейс 367 прошёл очередную точку маршрута — приводную радиостанцию (NDB; HERMSDORF) рядом с селом Хинтерхермсдорф в Восточной Германии и занял высоту 10 160 метров. Но вскоре (в 16:01 UTC) лайнер неожиданно разрушился — носовая часть с кабиной пилотов оторвалась от фюзеляжа. Обломки лайнера упали на землю рядом с деревней Србска-Каменице в Чехословакии (ныне территория Чехии); обломки самолёта упали в 4-х основных группах, с максимальным удалением в несколько километров друг от друга.
Из находившихся на борту самолёта 28 человек выжила только стюардесса Весна Вулович, которая в момент взрыва находилась в хвостовой части самолёта. Стюардессу обнаружил местный житель Бруно Хонке (сербохорв. Bruno Honke), который во время Второй мировой войны был медиком и поддерживал её здоровье до прибытия спасателей. При этом Хонке обнаружил Весну в центральной части самолёта: девушка была придавлена тележкой для еды, а на самой стюардессе лежал кто-то из погибших членов экипажа. У самой Вулович был диагностирован провал памяти: она не помнила никаких событий с того момента, как закрыла дверь в самолёт перед его вылетом из Копенгагена, и до своего пробуждения в госпитале спустя месяц после катастрофы.

## Расследование
По данным официального расследования, до разрушения в воздухе системы самолёта работали в штатном режиме, а пилоты находились на своих местах. Экспертиза не обнаружила в крови пилотов алкогольных или наркотических веществ. Сигналов бедствия или сообщений о поломках на землю не передавалось. Авиалайнер был сравнительно новым (начал эксплуатироваться менее чем за год до катастрофы).
В окончательном отчёте расследования причиной катастрофы рейса JU367 был назван взрыв в багажном отсеке в носовой части фюзеляжа. Через 10 дней после катастрофы Служба государственной безопасности Чехословакии представила фрагменты будильника, который был определён как часть взрывного механизма. В организации теракта подозревались последователи хорватской ультраправой организации «Усташи». Однако официально преступление осталось нераскрытым, а имена исполнителей не были установлены.
В 2009 году пражский корреспондент немецкой телерадиокомпании ARD Петер Хорнунг-Андерсен (Peter Hornung-Andersen), его чешский коллега Павел Тайнер (Pavel Theiner) и специалист по авиатранспорту Тим ван Беверен (Tim van Beveren) выдвинули другую версию, противоречащую официальным данным о катастрофе: с их слов, самолёт мог быть принят чехословацкой ПВО за вражеское воздушное судно и сбит ракетой. Разрушение самолёта якобы имело место на высоте от 600 до 900 м, поэтому заявления о падении Весны Вулович с высоты 10 160 м якобы были выдумкой спецслужб Чехословакии. При этом Хорнунг-Андерсен утверждал, что у него нет прямых доказательств в виде документов, подтверждающих его теорию, а его попыткам провести расследование всячески препятствовали спецслужбы Чехии и Сербии. Чешское управление гражданской авиации раскритиковало заявления журналистов, назвав их версию более похожей на теорию заговора.

## Последствия
Существовавшие прежде слабые меры безопасности в аэропортах пришлось в дальнейшем ужесточить.
Единственная выжившая в авиакатастрофе Весна Вулович скончалась в конце 2016 года от естественных причин.